# Competencia distintiva
Una competencia distintiva, también llamada competencia central de negocio, competencia esencial, o competencia clave (conocida en inglés por Core Business o Core Competency), se refiere en gestión empresarial, a aquella actividad capaz de generar valor y que resulta necesaria para establecer una ventaja competitiva beneficiosa para la organización.
Las competencias distintivas se determinan mediante análisis de los procesos en la cadena de valor, que permiten conocer qué actividades son necesarias para satisfacer las necesidades de los clientes, sus costos, calidad, y su eficiencia correspondiente.
La atribución de una competencia de negocio no se fundamenta solamente en disponer de tecnología  o  habilidades de producción, elementos que ambos pueden ser comprados o subcontratados a terceros, sino en el grado de control de la organización para mantener estas variables deseadas. 
La alineación de la valoración otorgada por el mercado objetivo con la habilidad de la empresa para continuar satisfaciendo este requerimiento es donde el core business toma su esencia. 
La definición de cada core business es una de las fases fundamentales que permiten a una organización decidirse en la simplificación de sus procesos y alineación empresarial , o inclusive por la subcontratación, outsourcing o externalización estratégica de algunas de sus actividades, inclusive la implementación de estrategia de mejora continua para la excelencia y especialización.

## Criterios que debe cumplir una competencia central
Una competencia central es un concepto en la teoría de gestión introducido por C. K. Prahalad y Gary Hamel. Se puede definir como "una combinación armonizada de múltiples recursos y habilidades que distinguen a una empresa en el mercado" y, por lo tanto, son la base de la competitividad de las empresas.
Las competencias centrales cumplen tres criterios:
1. Proporciona acceso potencial a una amplia variedad de mercados.
2. Debe hacer una contribución significativa a los beneficios percibidos por el cliente del producto final.
3. Difícil de imitar por competidores.

Por ejemplo, las competencias centrales de una empresa pueden incluir mecánica de precisión, óptica fina y microelectrónica. Estas competencias ayudan a construir cámaras, pero también pueden ser útiles para fabricar otros productos que requieran estas competencias.
Un competencia central resulta de un conjunto específico de habilidades o técnicas de producción que brindan valor adicional al cliente. Esto permite que una organización acceda a una amplia variedad de mercados.
En un artículo de 1990 titulado "La Competencia Central de la Corporación", C. K. Prahalad y Gary Hamel ilustraron que las competencias centrales conducen al desarrollo de productos centrales, que a su vez pueden usarse para construir muchos otros productos para los usuarios finales. Las competencias centrales se desarrollan a través del proceso de mejoras continuas en el transcurso del tiempo en lugar de un solo cambio grande. Para tener éxito en un mercado global emergente, es más importante y necesario construir competencias centrales que hacer integración vertical. Por ejemplo, NEC utilizó su cartera de competencias centrales para dominar el mercado de semiconductores, telecomunicaciones y productos electrónicos de consumo.
El uso y la comprensión del concepto de competencias centrales pueden ser muy importantes para las empresas. Pueden utilizar competencias centrales para sobresalir en la creación de productos centrales. Las empresas también podrían utilizar competencias centrales para aumentar los valores de los clientes y las partes interesadas.
Alexander y Martin (2013) afirman que la competitividad de una empresa se basa en la capacidad de desarrollar competencias centrales. Una competencia central es, por ejemplo, un conocimiento, técnica o habilidad especializada. La capacidad central es la capacidad de gestión para desarrollar, a partir de las competencias centrales, productos centrales y nuevos negocios. Por lo tanto, la construcción de competencias es un resultado de la arquitectura estratégica que debe ser implementada por la alta dirección para explotar su capacidad total.
Es importante destacar que, según la definición de C. K. Prahalad y Gary Hamel (1990), las competencias centrales son "aprendizaje colectivo en toda la corporación". Por lo tanto, no se pueden aplicar a la UEN (unidad estratégica de negocios) y representan una combinación de recursos dirigida desde el nivel corporativo. Dado que el término "competencia central" a menudo se confunde con "algo en lo que una empresa es particularmente buena", se debe tener cuidado para no diluir el significado original.
En "Compitiendo por el Futuro", los autores C. K. Prahalad y Gary Hamel muestran cómo los ejecutivos pueden desarrollar la previsión de la industria necesaria para adaptarse a los cambios en la industria y descubrir formas de controlar los recursos que permitirán a la empresa alcanzar objetivos a pesar de cualquier limitación. Los ejecutivos deben desarrollar un punto de vista sobre qué competencias centrales pueden construirse para el futuro para revitalizar el proceso de creación de nuevos negocios. Desarrollar un punto de vista independiente sobre las oportunidades del mañana y construir capacidades que las aprovechen es clave para el liderazgo futuro en la industria.
Para que una organización sea competitiva, necesita no solo recursos tangibles, sino también recursos intangibles como competencias centrales que sean difíciles y desafiantes de lograr. Es fundamental gestionar y mejorar las competencias en respuesta a los cambios en la industria en el futuro. Por ejemplo, Microsoft tiene experiencia en muchas innovaciones basadas en tecnología de la información donde, por diversas razones, es difícil para los competidores replicar o competir con las competencias centrales de Microsoft.
En una carrera para lograr reducción de costos, calidad y productividad, la mayoría de los gerentes no dedican tiempo a desarrollar una visión corporativa del futuro porque este ejercicio demanda alta energía intelectual y compromiso. Las preguntas difíciles pueden desafiar su propia capacidad para ver las oportunidades futuras, pero el intento de encontrar sus respuestas conducirá hacia beneficios organizacionales.

## Competencias centrales y desarrollo de productos
Las competencias centrales están relacionadas con el portafolio de productos de una empresa a través de productos centrales. Prahalad y Hamel (1990) definieron las competencias centrales como los motores para el desarrollo de productos y servicios centrales. Las competencias son las raíces de las cuales crece la corporación, como un árbol cuyos frutos son los productos finales.
Los productos centrales contribuyen "a la competitividad de una amplia gama de productos finales. Son la encarnación física de las competencias centrales." En los últimos años se han desarrollado enfoques para identificar carteras de productos con respecto a competencias centrales y viceversa. Un enfoque para identificar competencias centrales con respecto a una cartera de productos ha sido propuesto por Danilovic & Leisner (2007). Utilizan matrices de estructura de diseño para mapear competencias a productos específicos en la cartera de productos. Usando su enfoque, los grupos de competencias pueden ser agregados a competencias centrales. Bonjour & Micaelli (2010) introdujeron un método similar para evaluar hasta qué punto una empresa ha logrado su desarrollo de competencias centrales. Más recientemente, Hein et al. vinculan las competencias centrales al concepto de capacidades de Christensen, que se define como recursos, procesos y prioridades. Además, presentan un método para evaluar diferentes arquitecturas de productos con respecto a su contribución al desarrollo de competencias centrales.